# Colunga
Colunga es un concejo de la comunidad autónoma del Principado de Asturias, España, una parroquia de dicho concejo y una villa comprendida en dicha parroquia. La villa de Colunga es la capital del concejo.
El concejo de Colunga limita al norte con el mar Cantábrico, al sur con Parres y Piloña, al este con Caravia y al oeste con Villaviciosa. Su población es de 3148 habitantes (INE 2024).
La parroquia de Colunga tiene una extensión de 3,22 km² y únicamente comprende la villa de Colunga (1167 habitantes).

## Geografía
Sus vías de comunicación son la autovía A-8, la carretera nacional N-632, que atraviesa el concejo y su capital de este a oeste, las carreteras comarcales AS-257, AS-258 y AS-260, que van a Lastres, Infiesto y Arriondas, respectivamente, y la carretera local de 1.º orden AS-330, que va a Villaviciosa. Está a una distancia de la capital del Principado de 58 kilómetros.
Su población actual es de 3148 habitantes y sus principales núcleos por número de habitantes son: la villa de Colunga su capital, Lastres, Luces, Loroñe, La Isla, Libardón y Lue.
Su relieve está marcado en diferentes zonas, al suroeste está la zona Protegida del Paisaje del Sueve con alturas que no superan los 1000 m de altitud exceptuando El Picu Pienzu de 1159 m, Al norte hay una especie de meseta de entre 100 y 200 m.
Sus cauces fluviales son cortos y poco caudalosos, siendo el principal caudal el río Libardón. Del monte Sueve surge el río Carrandi, otros cursos fluviales son La Riega'l Frayón y La Riega los Llorales.

## Historia

### Prehistoria
No son muchos pero si han aparecido indicios de la presencia de hombres del paleolítico que habitaban en las cavernas. Cerca de Gobiendes se encuentran las Cuevas de Obaya, donde, junto con las de Taraxu (en Nozaleda), El Molino (en Libardón), se han encontrado restos de talla que muestran que Colunga fue habitada por aquellos cazadores entre el Paleolítico Medio y el Paleolítico Superior (hace unos 40 000 años aproximadamente).
Del Neolítico, última etapa de la Prehistoria y en la que el hombre se hace agricultor y pastor, comenzando, además, a formar pueblos se han encontrado, por vez primera, hachas de piedra pulimentada (Rasa de Luces).
Pasando ya a la Edad de Bronce, existen restos metalíticos procedentes de Lastres. La mayoría de estos hallazgos se encuentran actualmente en el Museo Arqueológico de Oviedo.

### Edad Antigua
De momento el Concejo de Colunga es el más importante cuantitativamente de todo el Oriente de Asturias en lo que a establecimientos de la cultura castreña se refiere.
Hay en el municipio algunos montículos que fueron habitados por agrupaciones prerromanas, destacando los de La Riera, La Isla y el de Villeda. De ellos, El Castiellu de La Riera, es el que muestra una especial singularidad, con un sistema defensivo construido a base de acusadas terrazas escalonadas que se comunican entre sí por medio de rampas. Desde su cumbre se divisa un amplio horizonte.
tierra de reyes
Las villae (villas) fueron desplazando paulatinamente a los castros. Así, en La Isla, la construcción de su actual iglesia y posteriormente varias excavaciones descubrieron una serie de vestigios correspondientes a un enclave romano.
Estos y otros hallazgos subrayan una romanización bastante intensa de la población en tierras colunguesas.

### Edad Media
En la historia medieval, no hay ningún documento durante los siglos X y XI que aglutinase una serie de lugares bajo el nombre de Colunga, sí se aplica a una villa. Es en la época del rey Bermudo III, cuando se tienen noticias de un territorio denominado Colunga, así sus representantes participan en el concilio celebrado en Oviedo en 1115 pero estaba incluida dentro del territorio de Caravia.
Es en el siglo XIII, cuando el alfoz de Colunga, se dota de una nueva cabecera territorial que será la puebla de Colunga que coincide con la época repobladora de la monarquía castellana en Asturias. Esta puebla no conseguirá ser un verdadero centro urbano, puede que en parte debido a la proximidad de las pueblas de Ribadesella y Maliayo, o también debido al empuje de La Isla o al enclave pesquero de Lastres, como centros importantes. Estas tierras pasaron a Enrique de Trastamara futuro Enrique II de Castilla, que se las dejaría a su hijo bastardo el conde don Alfonso que estuvo en continua rebelión contra la autoridad real. El conde fue derrotado en el siglo XIV y todas esta tierras vuelven a la corona.
En el siglo XVI, el puerto de Lastres experimenta un importante crecimiento teniendo tráfico mercantil, actividad pesquera que generaba otras labores a su alrededor o la captura de ballenas. Siendo este puerto el mayor núcleo urbano del concejo.

### Edad Moderna

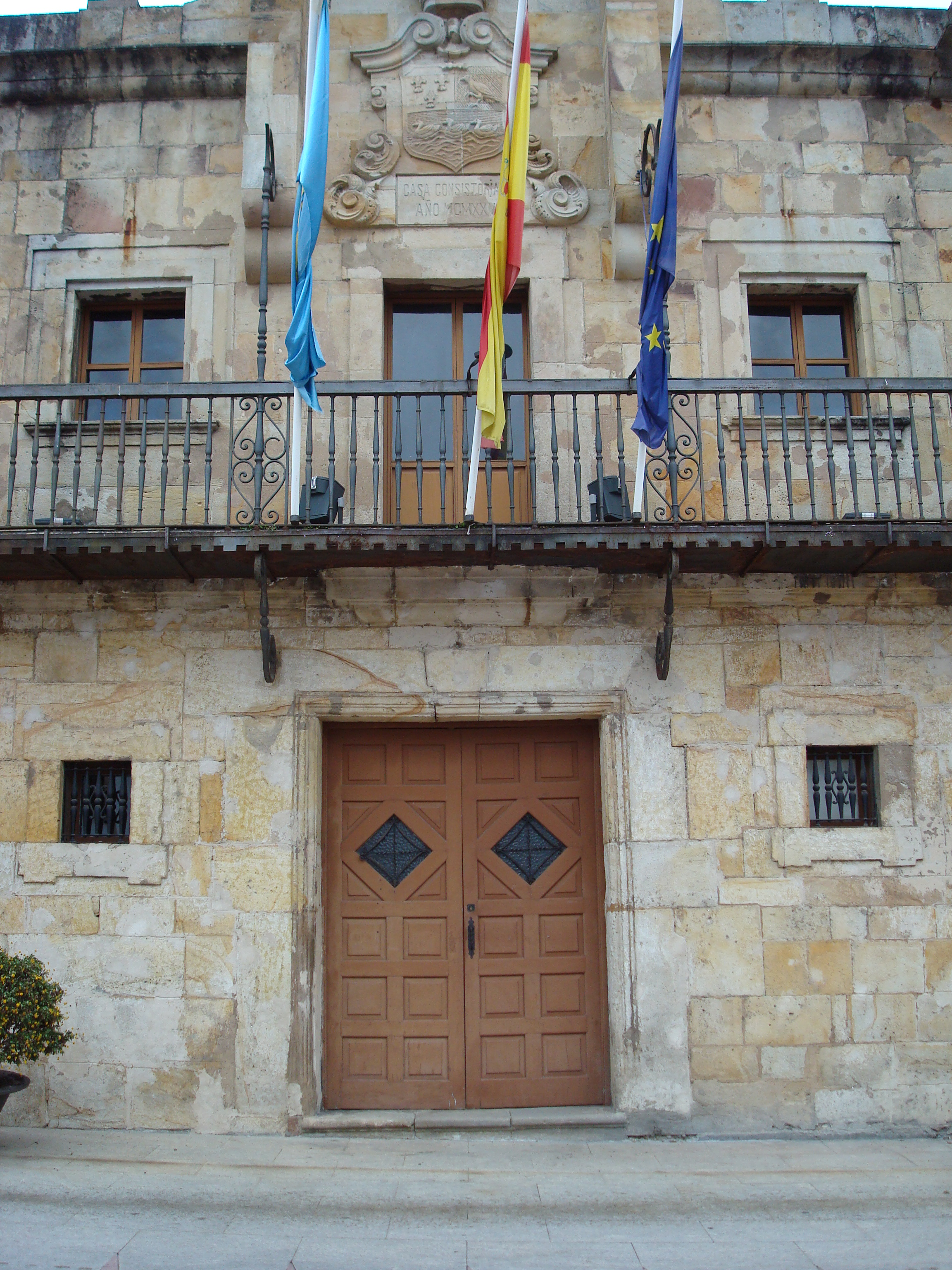
Casa consistorial

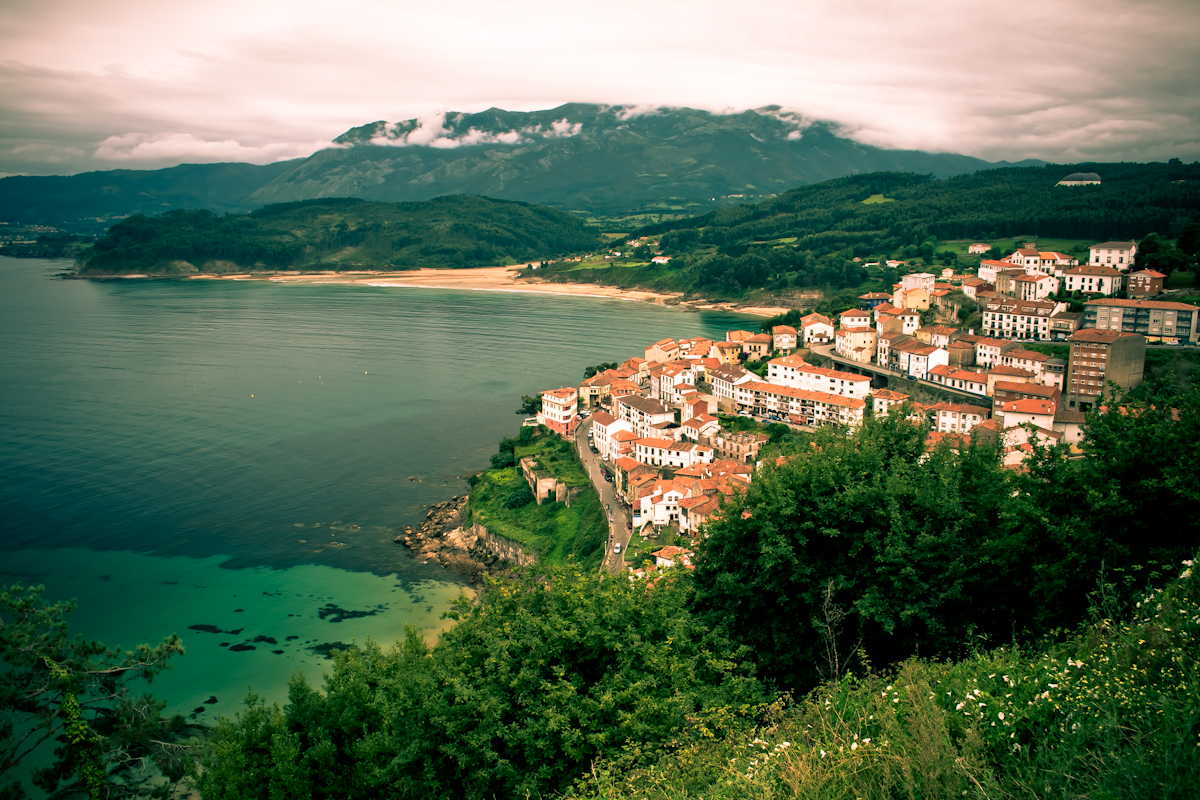
Villa de Lastres

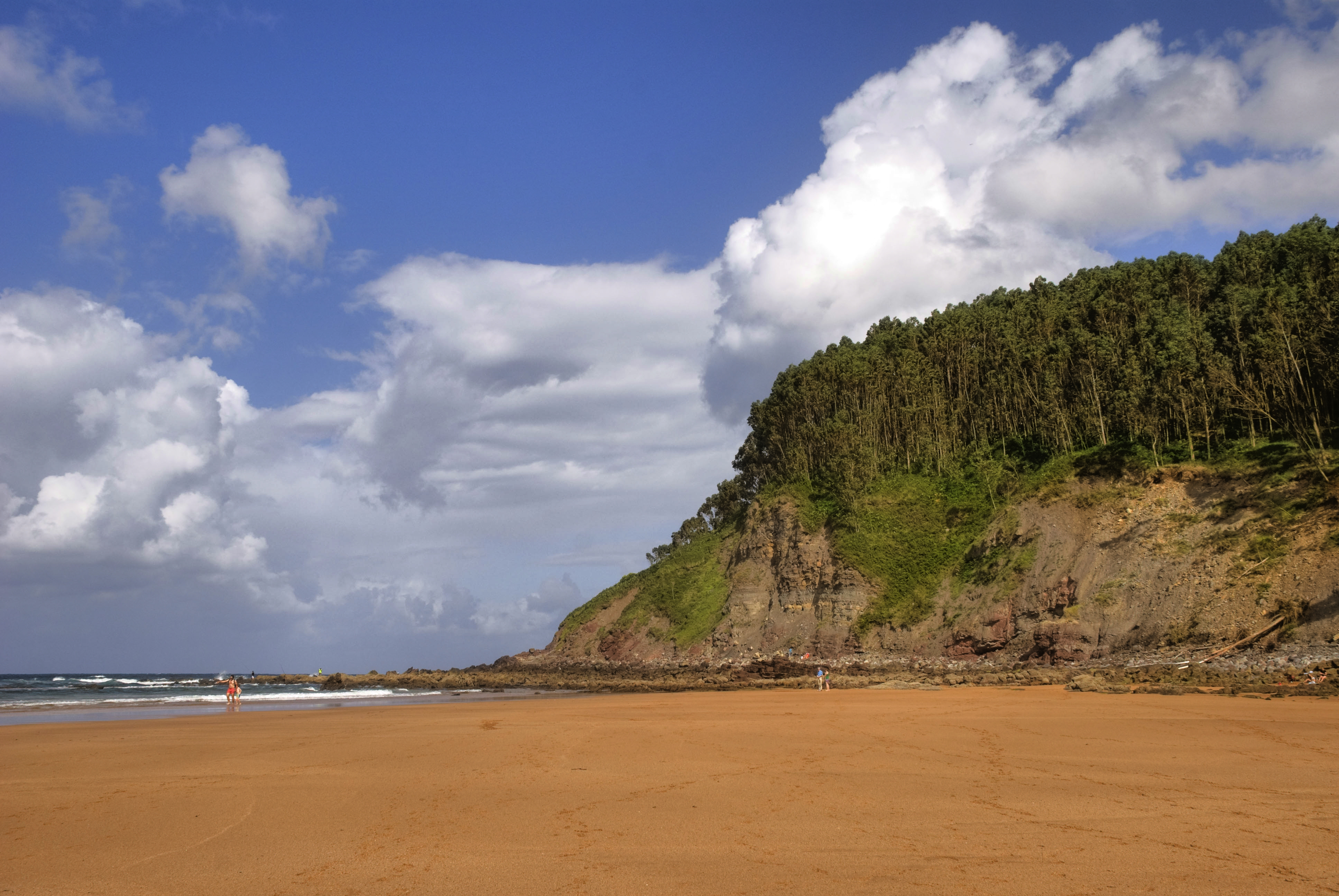
Playa de la Griega

La Edad Moderna, todavía había dos cotos eclesiásticos, el de Caravia y el de Carrandi y no fue hasta la desamortización de Felipe II, cuando el enclave de Carrandi fue comprado por Gonzalo Ruiz de Junco, que pertenecía a una de las más relevantes familias de la aristocracia local. Es en el siglo XVI, cuando hubo varios cambios: se constituirá el ayuntamiento de Colunga, un temporal destruye las instalaciones portuarias de Lastres que no se restauraría hasta finales del XIX, Esto trajo un progresivo declive del puerto, durante este siglo Quedando Colunga bajo una economía y administración de tipo medieval, con una población modesta.

### Edad Contemporánea
Es en el siglo XIX cuando la guerra de la Independencia trajo la invasión de Colunga por dos veces, saqueando la villa y quemando el archivo municipal. Durante este siglo el concejo quedó fuera del proceso de industrialización y su estructura económica estará basada en la agricultura. Su nuevo puerto de Lastres no trajo el tráfico mercantil esperado, tal vez por haber otros enclaves portuarios mejor dotados y mejor situados.
En el siglo XX, tuvieron un importante papel las fortunas traídas de América por los indianos, materializado en un progreso del sector constructivo. En la Guerra Civil, Colunga quedó dentro del territorio republicano hasta la caída del frente norte. Hoy en día es un concejo prácticamente rural y ganadero, sigue el puerto de Lastres siendo el cuarto en importancia de Asturias.

## Demografía
Colunga cuenta con una población de 3148 habitantes (INE 2024).
| Gráfica de evolución demográfica de Colunga entre 1842 y 2021                                                       |
| |
| Población de derecho según los censos de población del INE Población de hecho según los censos de población del INE |

Cuenta con una población censada de 3148 habitantes, aunque tuvo su cota máxima en 1920 con 8241 habitantes. A partir de aquí comienza una etapa de pérdida de población que llega hasta nuestros días.
El desarrollo a mitad del siglo XX de los focos industriales del centro de la región fue una de las causas de su disminución. Esta reducción no afecta de la misma manera a todo el territorio del concejo. Mientras que parte del territorio sufre pérdidas de casi el 25 %, su capital aumenta en un 10 % su población. Su densidad es menos de la media por kilómetros cuadrado en Asturias. El rasgo que distingue a la población de este concejo es su alto grado de envejecimiento, por cada 100 menores de 15 años hay 190 mayores de 65 años. Hay dos centros que aglutinan más de la mitad de la población, que son Colunga y Lastres.
La historia de su inmigración está marcada por dos momentos, como muchos de los concejos de Asturias. Desde finales del XIX, hasta mediados del XX, su emigración iba a Hispanoamérica, en especial Cuba, Argentina y Chile. A mediados del siglo XX se dirige al centro de Europa, Suiza, Francia o Bélgica y las zonas industriales asturianas.

## Economía
Su economía se basa en el sector primario y dentro de este, el ganadero, la producción de la manzana y la explotación de los recursos forestales. La pesca tiene un importante papel contando con uno de los principales puertos pesqueros de Asturias, el de Lastres.
Su evolución demográfica y su economía han ido unidas, así si su economía se fundamentaba en cuatro factores: agricultura, ganadería, pesca y turismo, éstas han sido condicionadas por exigencias de la Comunidad Económica Europea, haciendo que disminuyeran notablemente en los últimos años, así la reducción de la flota ha traído otra consecuencia como fue el cierre total de la industria conservera en esa localidad.

## Comunicaciones
- A-8 Autovía del Cantábrico: Baamonde - Gijón - Colunga - Llanes - Torrelavega - Solares - Bilbao - San Sebastián
- N-632, antigua alternativa a la A-8: Canero - Cudillero - Muros del Nalón - Soto del Barco - Avilés - Gijón - Villaviciosa - Colunga - Caravia - Ribadesella
- AS-257 Carretera Colunga-Venta del Pobre: Colunga - Lastres - Venta del Pobre
- AS-258 Carretera Colunga-Piloña: Colunga - Libardón - Alto de la Llama - Pintueles
- AS-260 Carretera Arriondas-Colunga: Arriondas - Collía - Alto del Fitu - Colunga

## Administración y política

### Gobierno municipal
En el concejo de Colunga, desde 1979, el partido que más tiempo ha gobernado ha sido el PP. Así mismo, en el año 2003 el PSOE alcanzó la alcaldía de la mano de José Rogelio Pando Valle, gobernando este partido primero en coalición y a partir de 2007 por mayoría absoluta. Este alcalde se mantuvo en el cargo hasta su dimisión en el año 2018, cuando la alcaldía pasó a manos de la teniente de alcalde Sandra Cuesta Fanjul. Esta misma alcaldesa gobernó en minoría tras las elecciones municipales de 2019, perdiendo el cargo después de los comicios del año 2023, fruto del acuerdo de gobierno en coalición alcanzado entre Foro Asturias y el PP, que permitió al forista José Ángel Toyos Cayado convertirse en el actual alcalde de Colunga.
| Periodo   | Nombre                        | Partido | Partido                                    |
| --------- | ----------------------------- | ------- | ------------------------------------------ |
| 1979-1983 | Víctor Llera Braña            |         | Unión de Centro Democrático (UCD)          |
| 1983-1987 | Víctor Llera Braña            |         | Centro Democrático y Social (CDS)          |
| 1987-1991 | Celso Avelino Martínez Villar |         | Alianza Popular (AP)                       |
| 1991-1995 | Víctor Llera Braña            |         | Partido Popular (PP)                       |
| 1995-1999 | Julio Menéndez Gallego        |         | Partido Popular (PP)                       |
| 1999-2003 | Daniel Emilio Gancedo Ruiz    |         | Partido Popular (PP)                       |
| 2003-2018 | José Rogelio Pando Valle      |         | Federación Socialista Asturiana (FSA-PSOE) |
| 2018-2023 | Sandra Cuesta Fanjul          |         | Federación Socialista Asturiana (FSA-PSOE) |
| 2023-act. | José Ángel Toyos Cayado       |         | Foro Asturias (FAC)                        |

| Partido político    | Partido político                                                                                | 1979   | 1983   | 1987   | 1991   | 1995   | 1999   | 2003   | 2007   | 2011   | 2015   | 2019   | 2023   |
| Partido político    | Partido político                                                                                | Ediles | Ediles | Ediles | Ediles | Ediles | Ediles | Ediles | Ediles | Ediles | Ediles | Ediles | Ediles |
|                     | Federación Socialista Asturiana (FSA-PSOE)                                                      | —      | 4      | 4      | 3      | 5      | 3      | 4      | 6      | 6      | 6      | 5      | 4      |
|                     | Alianza Popular (AP)-Partido Popular (PP)                                                       | 4      | 4      | 5      | 7      | 6      | 6      | 4      | 5      | 3      | 4      | 1      | 3      |
|                     | Foro Asturias (FAC)                                                                             | —      | —      | —      | —      | —      | —      | —      | —      | 2      | 1      | —      | 4      |
|                     | Ciudadanos (CS)                                                                                 | —      | —      | —      | —      | —      | —      | —      | —      | —      | —      | 5      | —      |
|                     | Partido Comunista de España (PCE)-Izquierda Unida (IU)-Bloque por Asturies (BA)-Los Verdes (LV) | —      | —      | 2      | 1      | —      | 1      | 1      | 0      | 0      | 0      | 0      | 0      |
|                     | Unión de Centro Democrático (UCD)-Centro Democrático y Social (CDS)                             | 6      | 5      | 2      | 0      | —      | —      | 2      | —      | —      | —      | —      | —      |
|                     | Agrupación Independiente por Colunga (AIC)                                                      | —      | —      | —      | 2      | —      | —      | —      | —      | —      | —      | —      | —      |
|                     | Electores por Colunga (ECO)                                                                     | —      | —      | —      | —      | 2      | —      | —      | —      | —      | —      | —      | —      |
|                     | Unión Renovadora Asturiana (URAS)-Partíu Asturianista (PAS)                                     | —      | —      | —      | —      | —      | 1      | 0      | 0      | —      | —      | —      | —      |
|                     | Independientes                                                                                  | 3      | —      | —      | —      | —      | —      | —      | —      | —      | —      | —      | —      |
| Total de concejales | Total de concejales                                                                             | 13     | 13     | 13     | 13     | 13     | 11     | 11     | 11     | 11     | 11     | 11     | 11     |

### Organización territorial
El concejo de Colunga está dividido en 13 parroquias:
- Carrandi
- Colunga
- Gobiendes
- La Isla
- La Llera
- La Riera
- Lastres
- Libardón
- Lue
- Pernús
- Pivierda
- Sales
- San Juan de Duz

## Cultura

### Arte

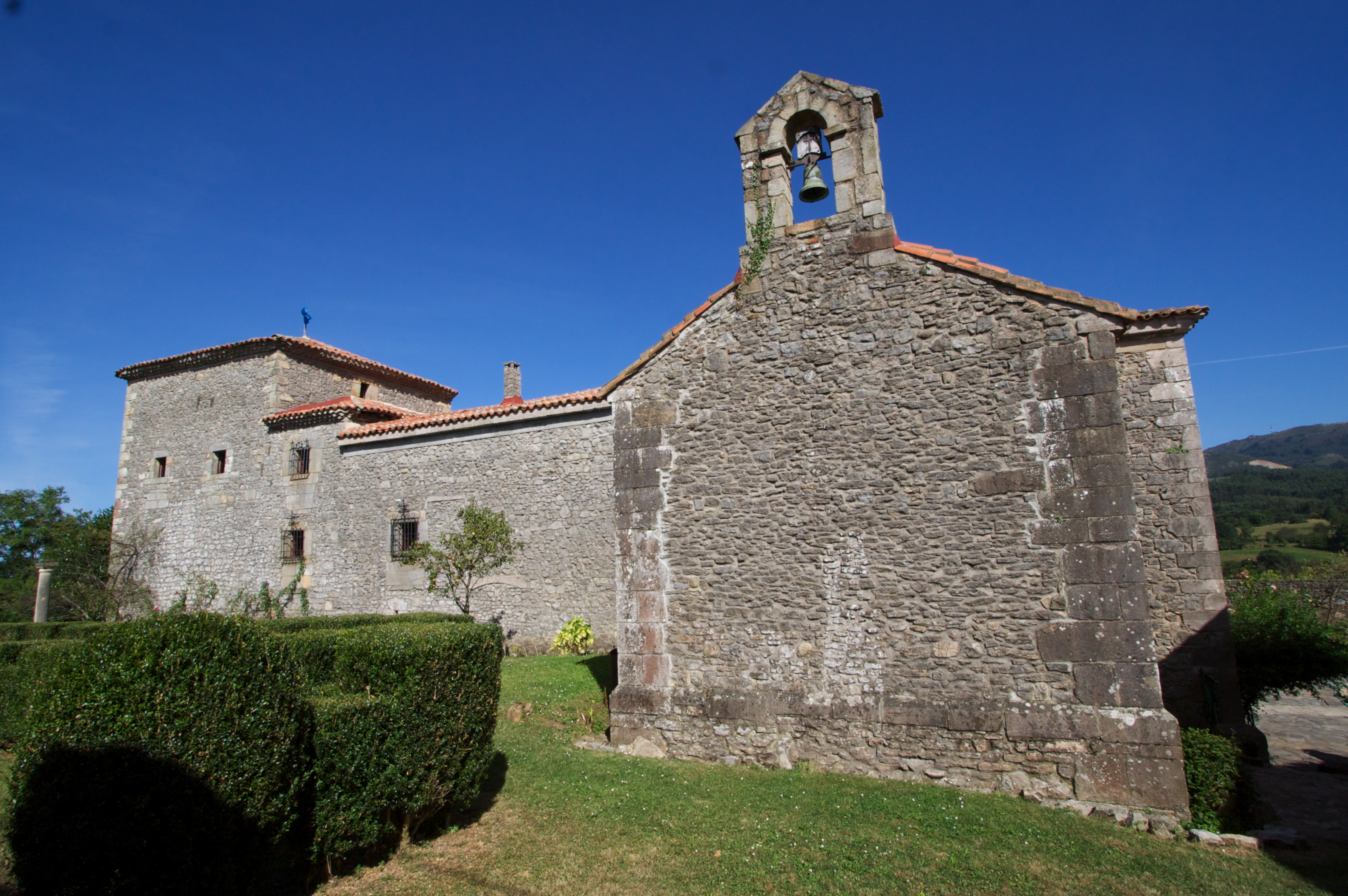
Palacio de Gobiendes

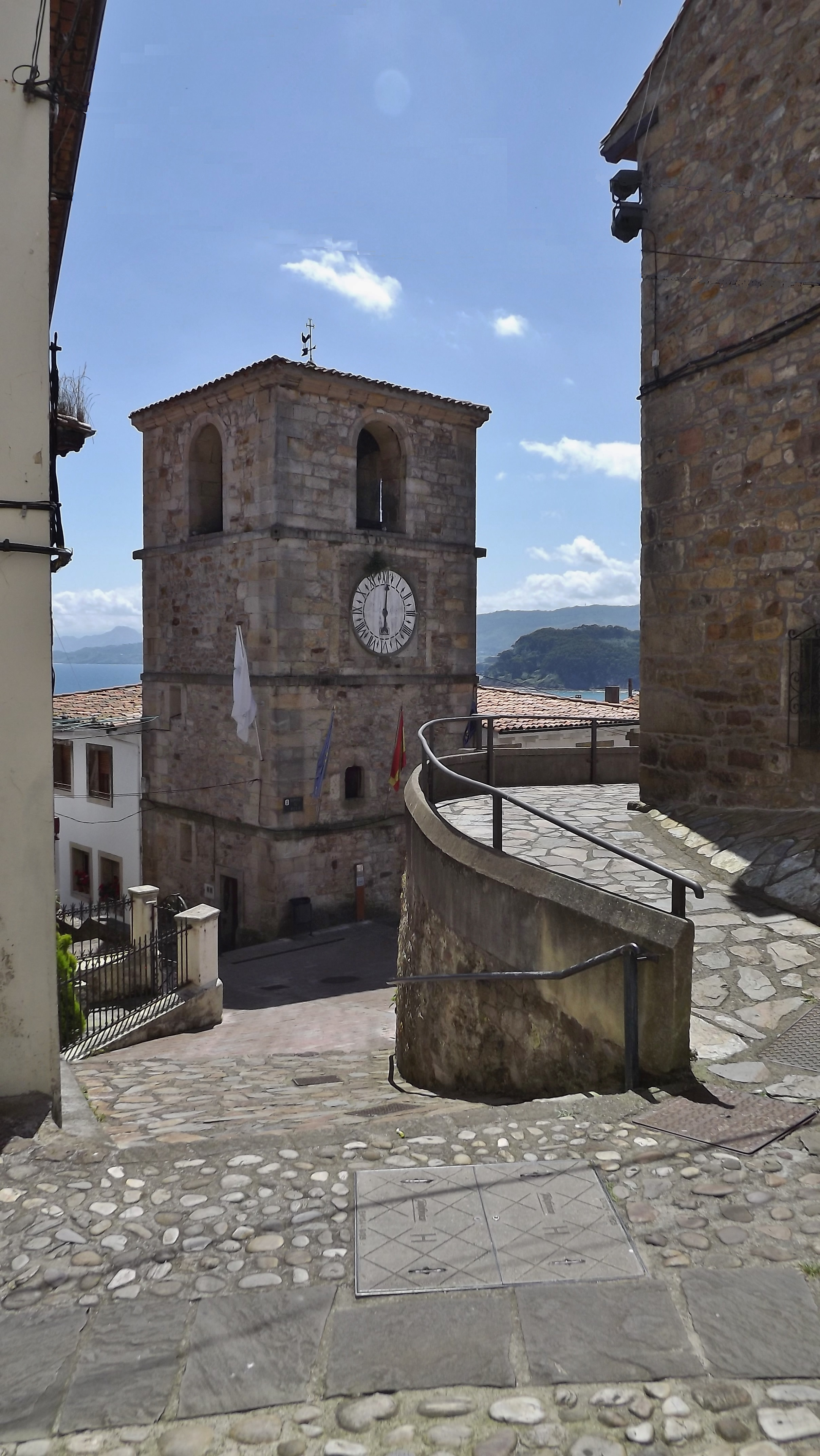
Conjunto histórico de Lastres

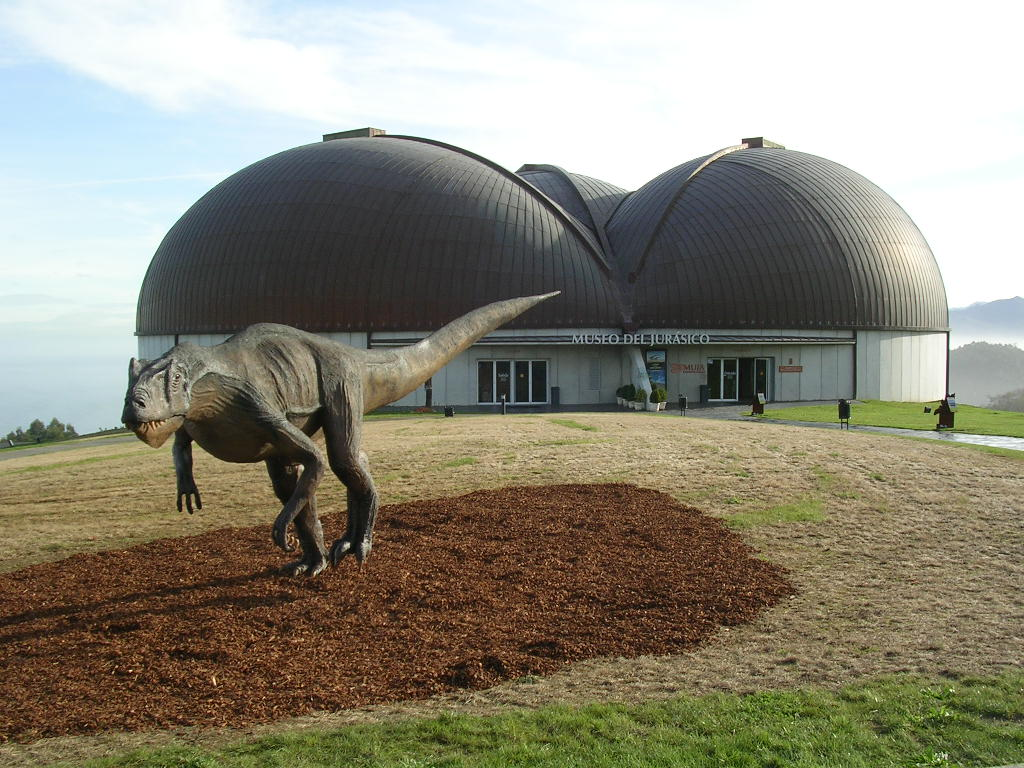
Museo Jurásico de Asturias

Tiene una de las iglesias del arte asturiano más importantes, es la de Santiago de Gobiendes, es representativa de la última etapa del prerrománico asturiano. La iglesia fue reformada en 1853 de un modo bestial, sin respetar su estructura antigua, construyendo un ábside más amplio y con pórtico a los pies, quedando restos sueltos de su antiguo esplendor como capiteles, fustes, ventanas. El edificio actual es de planta basílica de tres naves, con cabecera en tres capillas y pórtico. Para sus columnas se utilizan las primitivas, la mitad inferior del fuste es el original y su capitel es retallado y convertido en tambor cilíndrico. Las capillas laterales han sobrevivido, son estrechas y alargadas y comunican con la nave por un arco de medio punto de ladrillo. Las capillas se iluminan por vanos rectangulares, enmarcados por sillares monolíticos. La nave central está separada de las laterales por cuatro arcos semicirculares, de ladrillos apoyados en pilares con capiteles de tipo corintio. El empleo de columnas y pilares en las arquerías de separación no es típico asturiano y es probable que sea obra mozárabe. Las naves laterales son estrechas, cubiertas con armadura de madera, desde cada uno de ellas hay dos puertas con arcos sobre dintel. El pórtico primitivo está incluido en el último tramo de la nave. La iglesia es Monumento Histórico Artístico, en la Guerra Civil fue incendiada y reconstruida en 1964, tuvo después otra restauración.
Entre otras obras a destacar están:
La casa de la familia Alonso Covián en Colunga, de estilo renacentista del siglo XVI. Es un bloque macizo rectangular de composición simétrica. Destaca el balcón principal sobre el que está el blasón familiar y en la esquina aparece la ventana en esquina con columna típica de la época.
El palacio de Gobiendes, es Monumento Histórico Artístico. Partió de una torre medieval, pertenecía a la Mitra Ovetense hasta que Felipe II, lo vendió a Gonzalo Ruiz de Junco. El edificio se fue ampliando. Hoy tiene dos alas perpendiculares, su fachada principal tiene una puerta central con saeteras en el bajo y balcones enrasados en el primer piso con el escudo. A un lateral se adosa la capilla con bóveda de cañón y comunica con el edificio a través del coro.
La iglesia parroquial de Santa María de Sabada, de una sola nave y cúpula sobre cruceros y dos capillas laterales con bóveda de arista. Tiene dos pórticos laterales. La torre es de base cuadra, calada por tres arcos de medio punto, sobre el piso intermedio el cuerpo del campanario donde hay un alto tambor de planta octogonal con cuatro balcones en voladizo que culmina en cúpula de piedra. El templo tiene un estilo elegante con mezcla del neoclásico y de barroco. Su retablo mayor es neoclásico con calle central y con columnas jónicas y frontón.
La torre del siglo XVIII, es una unión de torre vigía y de campanario. Es de planta cuadrada y cuatro pisos separados por impostas, la torre es muy cerrada salvo el último piso, con vanos para las campanas. La torre tiene restos que podrían ser del siglo XV.
El ayuntamiento, en su fachada tiene el blasón de la familia Álvarez de Colunga, que pasa a ser el emblema del concejo. El edificio tiene cuerpo central y dos laterales, tiene dos pisos en el inferior con ventanas y el superior con balcones. Es de techo plano rematado con bolas.
La iglesia parroquial de San Cristóbal es de tres naves rodada por pórtico abierto, con torre en el centro rematada con aguja.
Otras obras arquitectónicas a destacar son la casa de los Pablos, la iglesia de Santa María de la Isla y las escuelas de Libardón.

### Fiestas
Febrero
Primer fin de semana festival del oricio en Huerres.
Abril
Trail del Sueve "La Pisada del Diantre".
Mayo
Primer domingo, fiestas de San José en Lué.
A mediados, San Isidro en Luces.
Entre mayo y junio, Feria de Ganado en Colunga.
Junio
28 de junio, San Pedro en Sales.
Julio
Segundo domingo de julio, las fiestas de Nuestra Señora de Loreto, en Colunga, capital del concejo.
El domingo siguiente al día 16 Fiesta de Nuestra Señora del Carmen, con procesión marítima en Lastres.
Tercer fin de semana fiestas de Santiago en Gobiendes.
En verano durante los meses de julio y agosto se celebran numerosos actos culturales: "Alcuentros cola cultura tradicional D`Asturies", "Música en la calle", "Ciclo de Jornadas y Conferencias sobre el Sueve", " Mercáu Tradicional" en Colunga, "Mercáu Marineru" en Lastres.
Agosto
Principios de mes, fiestas de San Roque en Libardón, que incluye la tradicional "Baxada de los Carros del País".
El segundo domingo, fiestas de Santa Lucía en Coceña.
Día 15, Fiesta de la Velilla en La Isla.
Penúltimo domingo de agosto, fiestas de San Roque en Lastres.
Festival de teatro en la calle, "Las tres noches de Lastres".
El tercer sábado, Fiesta del Asturcón. Declarada de interés turístico regional. Su organización corre a cargo de los ayuntamientos de Piloña y Colunga, durante la cual se marcan los ejemplares asturcones nacidos durante el año, se celebra en la Majada de Espineres, en la sierra del Sueve.
El último domingo de mes, Feria de ganado en Libardón.
Septiembre
Fiesta de la Dolorosa en Pivierda.
Fin de semana después del día 26, Fiesta de los Mártires San Cosme y San Damián en Carrandi.
Octubre
Carrera del Jurásico
El primer domingo fiesta de La Virgen del Rosario en San Juan de Duz.
El primer domingo, Fiesta de la Virgen del Rosario en Huerres.
Fiesta de la Virgen del Rosario en Pernús.
Diciembre
En el puente de la Constitución se celebra el Festival de la faba asturiana. Feria-Exposición con les diferentes fabes que se cultivan en el concejo y Muestra degustación de platos elaborados con este producto y jornadas gastronómicas, en Colunga.

## Ciudades hermanadas
- Fontaine-le-Comte, Francia (10 de septiembre de 1994)[5]